# تشنغ شياو
تشنغ شياو (بالصينية: 程潇) هي مغنية صينية، ولدت في 15 يوليو 1998 في شنجن في الصين.

## وصلات خارجية
- تشنغ شياو على موقع IMDb (الإنجليزية)
- تشنغ شياو على موقع ميوزك برينز (الإنجليزية)
- تشنغ شياو على موقع قاعدة بيانات الفيلم (الإنجليزية)